# Paul Benedikt Jucker-Staehelin

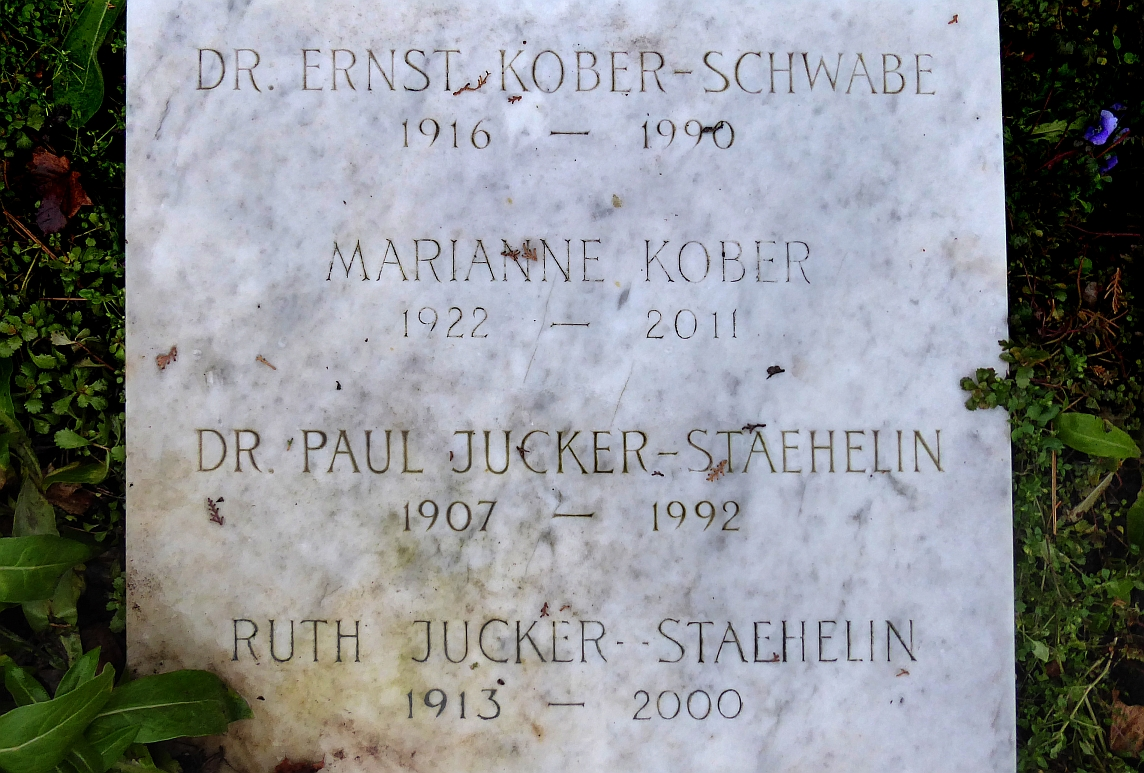
Familiengrab: Stähelin-Clemens-Stockmayer-Kracht-Kober-Pfeifer-Schwabe-Jucker auf dem Friedhof Wolfgottesacker, Basel

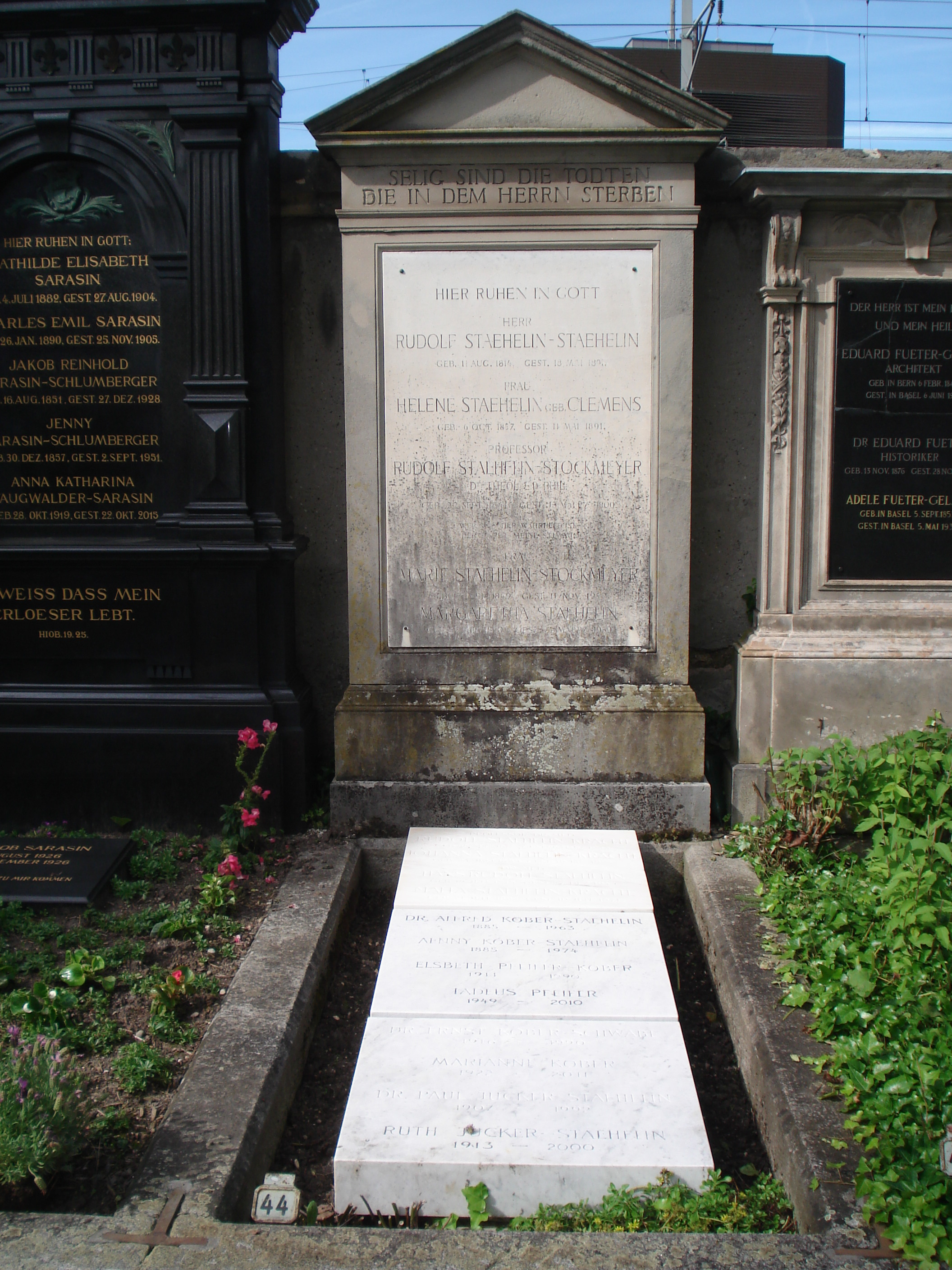
Familiengrab Jucker-Staehelin im Wolfgottesacker, Basel

Paul Benedikt Jucker-Staehelin (* 13. Februar 1907 in Basel; † 17. Januar 1992 ebenda) war ein Schweizer Geriater.

## Biografie
Besonders geprägt worden war er durch Max Askanazy, den Chef der pathologischen Anatomie in Genf. 1939 verfasste Jucker seine Dissertation über Arteriosklerose. Im gleichen Jahr heiratete er Ruth Staehelin, Tochter des Ordinarius für Innere Medizin Rudolf Staehelin. 1945 wurde er Chefarzt am Militärsanatorium in Davos. 1955/1956 wurde Jucker-Staehelin als Nachfolger von Adolf Lukas Vischer zum Chefarzt der Altersheime des Bürgerspitals Basel gewählt und blieb es bis 1976. Mit Jakob Oeri-Hoffmann gründete er die Schule für Praktische Krankenpflege, deren Konzept heute zu den wichtigsten Pfeilern der Alterspflege gehört.
Jucker-Staehelin war der Cousin des Schweizer Komponisten Heinrich Sutermeister.

## Schriften
- Klinik der Apoplexie. In: Schweizer Medizinische Wochenschrift (heute: Swiss Medical Weekly), Nr. 89. S. 227–231, 1959.
- Mit Hermann Kapp und Ernst Albert Zeller: Über die Verdaulichkeit von Kartoffelbrot. Medizinische Universitätsklinik in Basel. Zeitschrift für Vitaminforschung, Beihefte Nr. 3. Huber, Bern 1943.
- Die Bestimmungen des Blutzuckers in der Praxis: Konservierung des Zuckers im Kapillarblut zur Einsendung in das chemische Laboratorium. In: Schweizerische Medizinische Wochenschrift, Jahrgang 72, Nr. 46. Schwabe, Basel 1942.
- Diagnose der primären bösartigen Geschwulste des Pericards. In: Zeitschrift für klinische Medizin, Nr. 139. S. 208, 1941.
- Über die Nekrose in der arteriosklerotischen Platte und ihre Beziehung zum Atherom. Medizinische Dissertation unter Max Askanazy. Genf 1935. Erschienen in: Virchows Archiv für pathologische Anatomie und Physiologie, Band 295. S. 301–333. Würzburg 1935.